# Тинху
Тинху́ (кит. упр. 亭湖, пиньинь Tínghú) — район городского подчинения городского округа Яньчэн провинции Цзянсу (КНР).

## История
Ещё во времена империи Хань был создан уезд Яньду (盐渎县). Во времена империи Восточная Цзинь в 411 году он был переименован в Яньчэн (盐城县).
В 1949 году был образован Специальный район Яньчэн (盐城专区), и уезд вошёл в его состав.
В 1970 году Специальный район Яньчэн был переименован в Округ Яньчэн (盐城地区).
В 1983 году Округ Яньчэн был преобразован в городской округ Яньчэн; при этом уезд Яньчэн был расформирован, а на его бывшей территории были образованы Городской район и Пригородный район.
В 2003 году Городской район был переименован в район Тинху.

## Административное деление
Район делится на 9 уличных комитетов и 6 посёлков.